# Paenula (vêtement)

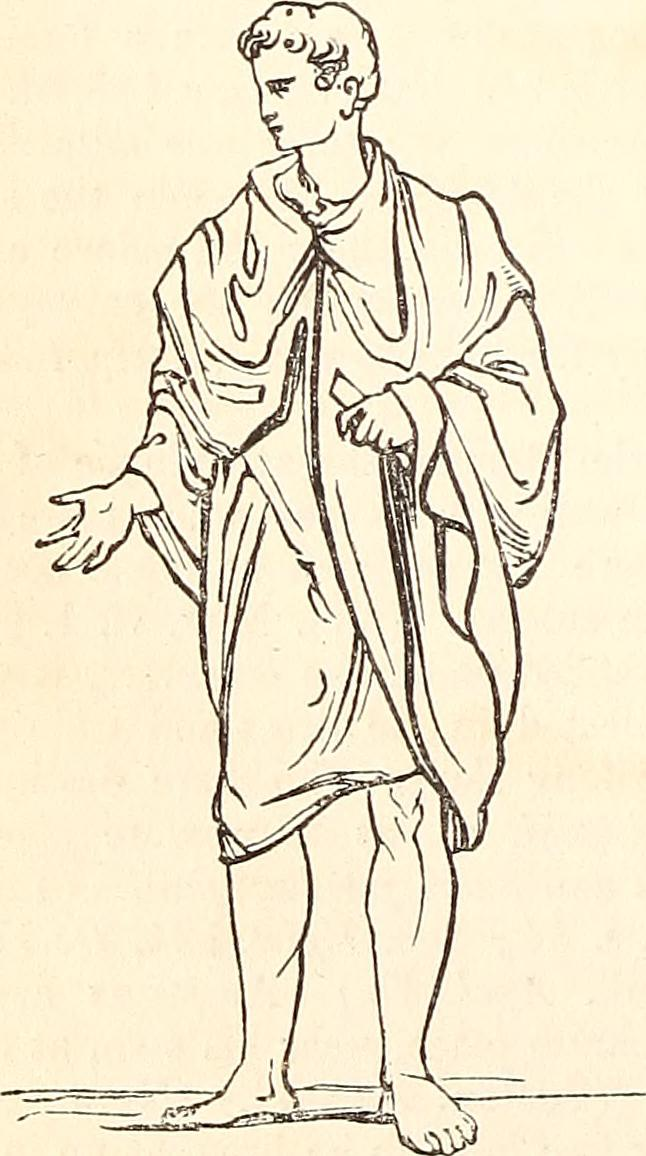
Homme vêtu de la paenula (illustration de 1849).

La paenula ou pænula est un vêtement porté par les anciens Romains, proche du poncho des modernes espagnols et des hispano-américains (c'est-à-dire une large pièce de tissu avec un trou pour passer la tête, pendant en d'amples plis autour du corps), ou de la chasuble sacerdotale de la tradition chrétienne.

## Histoire
À l'origine ce manteau était seulement porté par les esclaves, les soldats et les personnes de classe inférieure. Mais à partir du IIIe siècle de notre ère, il fut adopté par les gens à la mode comme manteau de voyage ou pour monter à cheval. Finalement, par la loi somptuaire de 382 du Code de Théodose, ce vêtement fut prescrit pour les sénateurs à la place de la chlamyde, la toge étant réservée aux cérémonies officielles d'état.

## Sources
- (en) « Paenula (vêtement) », dans Encyclopædia Britannica [détail de l’édition], 1911 (lire sur Wikisource).

- (en) Cet article est partiellement ou en totalité issu de l’article de Wikipédia en anglais intitulé « Paenula » (voir la liste des auteurs).